# Marea Banda
Marea Banda este una dintre cele patru mări, care înconjoară insulele Moluce. Marea are o lungime maximă de 1000 de km și o lățime maximă de 500 de km, în total ocupând o suprafață de 470 000 de km²(kilometri pătrați) .

Locația mării Banda înconjurate de Indonezia.